# Stazione meteorologica di Tempio Pausania
La stazione meteorologica di Tempio Pausania (in gallurese: Stazzioni meteoròloghjca di Tèmpiu) è la stazione meteorologica di riferimento per il Servizio meteorologico dell'Aeronautica Militare e per l'Organizzazione meteorologica mondiale relativa alla città di Tempio Pausania, nell'entroterra collinare settentrionale della Sardegna.

## Caratteristiche
La stazione meteorologica si trova nell'Italia insulare, in Sardegna, in provincia della Gallura Nord-Est Sardegna, nel comune di Tempio Pausania, a 569 metri s.l.m. e alle coordinate geografiche 40°54′N 9°06′E.

## Medie climatiche ufficiali

### Dati climatologici 1951-1980
In base alla media del periodo 1951-1980, non dissimile a quella del trentennio di riferimento climatico 1961-1990 ed effettivamente elaborata dal 1953 al 1975, la temperatura media del mese più freddo, febbraio, si attesta a +6,3 °C; quella del mese più caldo, luglio, è di +21,7 °C.
Le precipitazioni medie annue sono di 785 mm, con fase siccitosa tra primavera ed estate e picco massimo in autunno-inverno.
| Tempio Pausania (1951-1980) | Mesi | Mesi | Mesi | Mesi | Mesi | Mesi | Mesi | Mesi | Mesi | Mesi | Mesi | Mesi | Stagioni | Stagioni | Stagioni | Stagioni | Anno |
| Tempio Pausania (1951-1980) | Gen  | Feb  | Mar  | Apr  | Mag  | Giu  | Lug  | Ago  | Set  | Ott  | Nov  | Dic  | Inv      | Pri      | Est      | Aut      | Anno |
| --------------------------- | ---- | ---- | ---- | ---- | ---- | ---- | ---- | ---- | ---- | ---- | ---- | ---- | -------- | -------- | -------- | -------- | ---- |
| T. max. media (°C)          | 8,6  | 8,8  | 11,2 | 14,4 | 18,5 | 22,6 | 26,2 | 26,0 | 23,0 | 17,7 | 13,2 | 9,6  | 9,0      | 14,7     | 24,9     | 18,0     | 16,7 |
| T. min. media (°C)          | 4,2  | 3,8  | 5,1  | 7,6  | 10,8 | 14,2 | 17,2 | 17,3 | 15,0 | 11,2 | 8,0  | 5,2  | 4,4      | 7,8      | 16,2     | 11,4     | 10,0 |
| Precipitazioni (mm)         | 78   | 92   | 80   | 61   | 46   | 32   | 15   | 23   | 41   | 84   | 117  | 116  | 286      | 187      | 70       | 242      | 785  |